# Verbascum biledschikianum
Verbascum biledschikianum är en flenörtsväxtart som beskrevs av Joseph Friedrich Nicolaus Bornmüller. Verbascum biledschikianum ingår i släktet kungsljus, och familjen flenörtsväxter. Inga underarter finns listade i Catalogue of Life.